# Urbana (Illinois)
Urbana város az USA Illinois államában, Champaign megye székhelye. Lakosainak száma 38 336 fő (2020. április 1.).

## Népesség
A település népességének változása:
| Lakosok száma | 39 484 | 41 250 | 42 014 | 38 336 |
|               | 2007   | 2010   | 2016   | 2020   |